# Фейгин, Моисей Израилевич
Фейгин, Моисей Израилевич (3 июня (21 мая) 1914, Орша — 26 апреля 2008, Москва) — советский российский художник, живописец и график, гравер, мастер офорта, художник книги. Член МОСХ.
В 1930—1932 учился в Москве в редакционно-издательском техникуме ОГИЗа, а затем в Московском институте повышения квалификации художников книги и графики под руководством Андрея Гончарова в период 1936—1938. В 1938 году был принят на 3-й курс графического факультета Московского государственного института изобразительного искусства им. В. И. Сурикова, который закончил в 1942 году. Его учителями были Петр Львов, Николай Истомин, Николай Радлов.
Вместе с институтом в 1941 году эвакуировался в Среднюю Азию, в Самарканд. Там познакомился с В. А. Фаворским, у которого учился графическим техникам офорта и сухой иглы. Творческое наследие Фейгина включает также живопись маслом, акварель, пастель, деревянный рельеф.
М. И. Фейгин работал в московских издательствах, а также занимался портретом и лирическим пейзажем в технике офорта и сухой иглы. Среди созданных художником гравированных портретов образы выдающихся деятелей русской культуры, таких как В. А. Фаворский, И. Г. Эренбург, А. П. Чехов и других.
В фонде графики Чувашского государственного художественного музея хранится четыре произведения М. И. Фейгина, среди которых три его гравюры, выполненных в технике офорта и автолитографии, а также автошарж П. В. Сизова «Нарспи» и «Сизов у Фейгина М.И».
Творческое наследие художника также включает живопись маслом, акварель, пастель и даже деревянный рельеф.
С 1939 года — активный участник художественных выставок. Более 200 выставок в СССР (затем в России) и за рубежом.

## Музеи
Работы художника находятся в:  
- «Государственный музей изобразительных искусств Республики Татарстан»
- "Государственный музейно-выставочный центр «РОСИЗО»
- «Екатеринбургский музей изобразительных искусств»
- «Новосибирский государственный художественный музей»
- «Оренбургский областной музей изобразительных искусств»
- «Волгоградский музей изобразительных искусств им. И. И. Машкова»
- «Иркутский областной художественный музей им. В. П. Сукачева»
- «Томский областной художественный музей»
- «Дагестанский музей изобразительных искусств им. П. С. Гамзатовой»
- «Государственный музей истории российской литературы имени В. И. Даля»
- «Нижнетагильский музей изобразительных искусств»
- "Орловский музей изобразительных искусств
- «Вятский художественный музей имени В.М. и А. М. Васнецовых»
- «Ярославский художественный музей»
- «Нижнетагильский музей изобразительных искусств»